# シュガー・ラモス
シュガー・ラモス（Sugar Ramos、男性、1941年12月2日 - 2017年9月3日）は、キューバのプロボクサー。マタンサス州マタンサス出身。元WBA・WBC世界フェザー級統一王者。試合のダメージにより対戦相手が2人死去しており、「殺人パンチャー」と呼ばれた。

## 来歴
1957年10月5日、プロデビュー。
1958年11月8日、ホセ・ブランコと対戦し、8回KO勝ち。ブランコはこの試合が原因で11月9日に死去した。
1960年2月14日、21戦目でキューバフェザー級王座を獲得した。
キューバ革命により、妻子を残したままキューバを離れメキシコへ亡命。1961年4月22日からはメキシコを主戦場にするようになった。
1963年3月21日、43戦目でWBA・WBC世界フェザー級統一王者のデビー・ムーアに挑戦し、10回TKO勝ちで両団体の世界王座を獲得した。ムーアはこの試合が原因で3月23日に死去した。
1964年3月1日、防衛戦で関光徳と対戦し、6回TKO勝ちで2度目の防衛に成功した。
1964年9月26日、4度目の防衛戦でビセンテ・サルディバルと対戦。11回終了時に棄権し、王座から陥落した。
1966年10月22日、階級を上げWBA・WBC世界ライト級王者カルロス・オルチスに挑戦し、5回TKO負け。1967年7月1日、オルチスと再戦するも、4回TKO負け。2階級制覇に失敗した。
1972年4月25日の試合を最後に引退した。
引退後は長くガンの闘病生活を送っていたが、それが悪化して背骨を骨折した2日後の2017年9月2日に死去した。

## 獲得タイトル
- WBA世界フェザー級王座（防衛3度）
- WBC世界フェザー級王座（防衛3度）